# Teófilo Stevenson
Teófilo Stevenson Lawrence (Puerto Padre, 29 de março de 1952 – Havana, 11 de junho de 2012) foi um boxeador amador cubano.
Como um boxeador, Teófilo veio a ser tricampeão olímpico dos peso pesados e é considerado por muitos como o maior boxeador amador de todos os tempos.

## Biografia
Seu pai Teófilo Stevenson Patterson era um imigrante anglófono da ilha antilhana de São Vicente e sua mãe Dolores, apesar de nascida em Cuba, era filha de imigrantes procedentes de São Cristóvão. Por isso, Teófilo Lawrence falava inglês com fluência.
Teófilo Patterson também era um boxeador, e Teófilo Lawrence seguiu a mesma carreira mas com ainda mais facilidades do que o pai devido a ter iniciado já sob o regime castrista, o qual apoiava fortemente os esportes amadores.
Conhecido como o Gigante del Central Delicias, Teófilo Lawrence conquistou o ouro olímpico em três jogos seguidos (Munique 1972, Montreal 1976 e Moscou 1980) e em diversos campeonatos mundiais amadores, na categoria de pesos pesados (mais de 90 kg). Dos 321 combates de que participou em vinte anos de carreira, venceu 301 e nunca perdeu por nocaute.
Com 1,90 m de altura e peso na média dos 93 kg, Teófilo é considerado o maior boxeador não-profissional de todos os tempos, com os devidos temperamentos ao alegado amadorismo, pois nos regimes socialistas da Europa Oriental e de outras partes (como Cuba) os atletas de destaque são patrocinados pelo Estado.
Sabe-se que Teófilo recebeu várias ofertas de dinheiro – fala-se em até US$5 milhões – para que se tornasse um atleta profissional nos Estados Unidos. Tais ofertas foram rechaçadas por Teófilo publicamente, o que lhe rendeu uma proteção ainda maior do governo cubano.
Por várias vezes, anunciou-se que Teófilo lutaria contra Muhammad Ali, mas problemas técnicos (número de assaltos e local da luta) e políticos (as relações tensas entre Cuba e Estados Unidos) impediram a luta.
Por causa do bloqueio aos países socialistas, Teófilo não esteve presente nos Jogos Olímpicos de Los Angeles, em 1984. Após disputar em 1986 o campeonato mundial em Reno, nos Estados Unidos, decidiu aposentar-se dos ringues e vir a continuar dedicando-se apenas às atividades de engenheiro.
Em 2006, Teófilo ocupou um cargo de diretor da federação cubana de boxe. Já foi deputado da Assembléia Nacional. Nos últimos anos, foi vice-presidente da Federação Cubana de Boxe e trabalhava na Comissão Nacional de Atendimento a Atletas Aposentados e na Ativa do Instituto Nacional de Esportes e Educação Física.
Teófilo faleceu em um hospital de Havana em 11 de junho de 2012 aos 60 anos, vítima de um infarto agudo do miocárdio.